# Crítica de la ideología

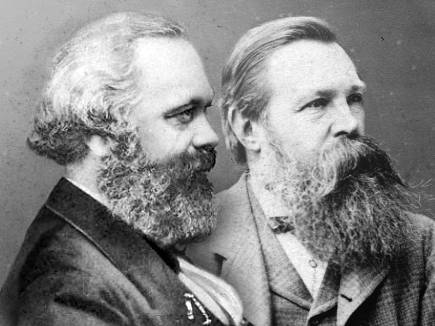
La crítica de la ideología tiene sus raíces en los escritos de Karl Marx y Friedrich Engels.

La crítica de la ideología es un concepto utilizado en la teoría crítica, crítica literaria y  estudios culturales. Se centra en analizar la ideología que se encuentra en los textos culturales, ya sean obras de cultura popular o de alta cultura, filosofía o anuncios de televisión. Estas ideologías pueden expresarse implícita o explícitamente. La atención se centra en analizar y demostrar los supuestos ideológicos subyacentes de los textos y luego criticar la actitud de estas obras. Una parte importante de la crítica ideológica tiene que ver con “mirar con sospecha las obras de arte y desacreditarlas como herramientas de opresión”.

## Terminología
La crítica de la ideología tiene una comprensión particular de "ideología", distinta de la perspectiva u opiniones políticas. Este significado especializado proviene de la raíz del término en las obras de Karl Marx y Friedrich Engels. Para la crítica de la ideología, la ideología es una forma de falsa conciencia. La ideología es una mentira sobre la situación real del mundo. En palabras de Raymond Williams, se trata de "la ideología como ilusión, falsa conciencia, irrealidad, realidad al revés".
El filósofo alemán Markus Gabriel define la ideología como "cualquier intento de objetivar la mente humana [...] de erradicar sus dimensiones históricas, de convertir algo que es históricamente contingente, producido por los humanos, en algún tipo de necesidad natural". En la obra de Marx y Engels, la ideología era la falsa creencia de que la sociedad capitalista era un producto de la naturaleza humana, cuando en realidad había sido impuesta, a menudo violentamente, en circunstancias particulares, en lugares particulares, en períodos históricos particulares.
El término "crítica" también se emplea de manera especial. Más que un sinónimo de crítica, "crítica" proviene del uso que hizo Immanuel Kant del término, que significaba una investigación de las estructuras bajo las cuales vivimos, pensamos y actuamos. Un crítico de la ideología, en este sentido, no es simplemente alguien que expresa desacuerdo o desaprobación, sino que es capaz de sacar a la luz las verdaderas condiciones de existencia posible de la creencia. Debido a que las condiciones cambian constantemente, mostrar que la existencia de una creencia se basa en meras condiciones muestra implícitamente que no son eternas, naturales u orgánicas, sino históricas, contingentes y, por lo tanto, cambiantes. El filósofo de la Escuela de Frankfurt, Max Horkheimer, calificó una teoría como crítica si pretende "liberar a los seres humanos de las circunstancias que los esclavizan".

## Después de Marx
No existe una definición o modelo de ideología universalmente acordado. La definición marxista clásica y ortodoxa de ideología es una creencia falsa, que surge de la sociedad opresiva que educa a sus ciudadanos para que sean trabajadores obedientes. Los fracasos de las revoluciones de 1918, el ascenso del estalinismo y el fascismo y la explosión de otra guerra mundial vieron un nuevo enfoque en la importancia de la ideología entre los marxistas. En lugar de ser una mera mentira del establishment político-económico, se reconoció que la ideología era una fuerza por derecho propio. Wilhelm Reich y más tarde la Escuela de Frankfurt complementaron la teoría de la sociedad de Marx con la teoría del sujeto de Freud, apartándose del marxismo ortodoxo y las tradiciones leninistas, y sentando las bases de lo que más tarde se denominó "teoría crítica".

Reich vio el ascenso del fascismo como una expresión de una sexualidad reprimida durante mucho tiempo. El filósofo de la Escuela de Frankfurt, Theodor Adorno, escribió en su ensayo "La industria cultural: la ilustración como engaño de masas" cómo el entretenimiento de masas embota las posibilidades de acción liberadora al crear y satisfacer necesidades falsas.
A los interesados les gusta explicar la industria cultural en términos tecnológicos. Sus millones de participantes, argumentan, exigen procesos de reproducción que inevitablemente conducen al uso de productos estándar para satisfacer las mismas necesidades en innumerables lugares. La antítesis técnica entre unos pocos centros de producción y una recepción ampliamente dispersa requiere organización y planificación por parte de quienes tienen el control. Se afirma que las formas estandarizadas surgieron originalmente de las necesidades de los consumidores: por eso se aceptan con tan poca resistencia. En realidad, un ciclo de manipulación y necesidad retroactiva está unificando cada vez más el sistema.
Adorno identifica el razonamiento de la oferta y la demanda como ideológico. No es simplemente una creencia falsa: es una visión del mundo o una filosofía falsa que permite el mantenimiento del statu quo histórico contingente mientras parece objetivo y científico. Un tema importante de la Escuela de Frankfurt es que aquellos modos de pensar que, al principio, son liberadores, pueden volverse ideológicos con el paso del tiempo.